# Nhạc Thừa
Nhạc Thừa là tướng lĩnh nước Triệu thời Chiến Quốc trong lịch sử Trung Quốc.

## Cuộc đời
Nhạc Thừa là đồng tộc của cha con Nhạc Nghị, Nhạc Gian. Năm 256 TCN, Nhạc Thừa là tướng nước Triệu, cùng Khánh Xá đánh bại Tín Lương quân Vương Hột của Tần.
Năm 251 TCN, Yên vương Hỉ phái tướng bang Lật Phúc sang Triệu ký kết minh ước. Lật Phúc thấy tráng đinh nước Triệu đều chết trận ở Trường Bình, trẻ con chưa kịp lớn, khuyên vua Yên đánh Triệu. Yên vương Hỉ bỏ mặc lời khuyên của Nhạc Gian, Tương Cừ, lấy Lật Phúc đem quân đánh ấp Cảo, Khanh Tần cầm quân đánh đất Đại của Triệu. Theo Sử ký Tư Mã Thiên, Nhạc Thừa lúc này là tướng nước Yên, làm phó tướng của Lật Phúc, theo Phúc đánh đất Cảo.
Quân Yên tiến đến Tống Tử, Triệu Hiếu Thành vương phái Liêm Pha cầm quân đón đánh. Liêm Pha ở đất Cảo đánh tan quân Yên, chém Lật Phúc, bắt sống Nhạc Thừa. Nhạc Thừa sau đó đầu hàng nước Triệu, được phái cầm quân sang đất Đại đánh bại Khanh Tần. Xương Quốc quân Nhạc Gian trước đó từng can gián vua Yên không thành, bởi đó oán giận, lại nhân Nhạc Thừa là đồng tộc, bỏ Yên hàng Triệu.
Liêm Pha thừa thế tiến quân 500 dặm, bao vây vương đô Kế của Yên. Yên vương Hỉ buộc phải lấy Tương Cừ làm tướng bang, cắt đất cầu hòa. Yên vương Hỉ sau đó hối không nghe lời Nhạc Gian, bèn gửi thư vời hai người về Yên, nhưng Nhạc Gian, Nhạc Thừa vẫn còn oán Yên, không trở về. Nhạc Thừa được vua Triệu phong tước Vũ Tương quân (武襄君).
Năm 249 TCN, Nhạc Thừa cùng Liêm Pha lại đem quân đánh Yên, bao vây vương đô. Nước Yên phải lấy hậu lễ cầu hòa, quân Triệu mới rút về.
Năm 245 TCN, Hiếu Thành vương chết, Triệu Điệu Tương vương lên ngôi. Liêm Pha xin đem quân đánh lấy đất Phồn Dương của nước Ngụy. Điệu Tương vương tin vào lời Quách Khai, nghi ngờ Liêm Pha, giải trừ quân chức, lấy Nhạc Thừa thay thế. Liêm Pha vì thế nổi giận, dẫn quân tấn công Nhạc Thừa. Nhạc Thừa bỏ trốn, còn Liêm Pha bỏ sang Ngụy. Không rõ kết cục ra sao.

## Khảo chứng
Căn cứ ghi chép trong Chiến quốc sách thì Nhạc Thừa không hề bị tù binh mà được vua Triệu cắt cử đem quân đóng giữ đất Đại đón đánh Khanh Tần. Lương Ngọc Thằng và Hồ Tam Tỉnh căn cứ vào chi tiết này cho rằng Sử ký đã chép sai, Nhạc Thừa vẫn luôn là tướng Triệu, chưa từng làm tướng nước Yên.

## Trong văn hóa
Tiểu thuyết Đông Chu liệt quốc chí, Nhạc Thừa xuất hiện ở hồi 95, được giới thiệu là em (hoặc em họ) của Nhạc Nghị. Nhạc Thừa theo Nhạc Nghị đánh Tề ở Tế Tây, chém được đại tướng Hàn Nhiếp của nước Tề. Yên Huệ vương trúng kế ly gián, khiến Nhạc Nghị bỏ về Triệu, Thừa cũng đi theo. Vua Tần phái Hồ Thương cầm 20 vạn quân đánh Hàn ở Át Dữ. Nước Hàn cầu cứu nước Triệu. Triệu Huệ Văn vương hỏi ý các tướng, Lận Tương Như, Liêm Pha, Nhạc Thừa đều cho rằng Át Dữ là đất hiểm, không nên cứu, chỉ có Bình Nguyên quân cùng Triệu Xa xin xuất quân.
Đến thời Yên vương Hỉ, Nhạc Thừa lại về Yên, cùng Nhạc Gian phụng sự tân vương. Yên vương Hỉ muốn đánh Triệu, sai Lật Phúc cùng phó tướng Nhạc Thừa đánh đất Cảo. Vua Triệu biết tin, hỏi các tướng. Liêm Pha cho rằng Nhạc Gian, Nhạc Thừa hay tới lui giữa hai nước Yên, Triệu, chắc chắn sẽ không tận lực vì nước Yên. Vua Triệu lấy Liêm Pha làm tướng, ra đất Cảo đón đánh Lật Phúc. Quân Yên tấn công thành Cảo, lâu ngày chưa hạ được, hay tin quân Triệu có viện binh, Lật Phúc bèn để Nhạc Thừa tiếp tục công thành, còn bản thân đi diệt viện. Lật Phúc bị Liêm Pha chém chết. Nhạc Thừa định bỏ trốn, nhưng sau đó nghe Liêm Pha chiêu dụ, hàng Triệu, lại thuyết phục Nhạc Gian theo hàng.
Triệu Hiếu Thành vương phái Liêm Pha đánh đất Phồn Dương của Triệu, chưa đánh xong thì chết. Triệu Điệu Tương vương lên thay, nghe lời gian thần Quách Khai, lấy Nhạc Thừa thay thế Liêm Pha. Liêm Pha giận mắng:
Ta làm tướng từ thời vua Huệ Văn, tới nay đã hơn bốn mươi năm, không có lỗi gì. Nhạc Thừa là người phương nào, mà có thể thay ta?
Sau đó Liêm Pha dẫn quân đánh Nhạc Thừa. Nhạc Thừa rút quân về Triệu. Liêm Pha bỏ sang Ngụy. Nhạc Thừa sau đó mất ở Triệu.